# 松本楼
座標: 北緯35度40分25.54秒 東経139度45分20.64秒 / 北緯35.6737611度 東経139.7557333度
松本楼（まつもとろう）は、株式会社日比谷松本楼が運営する日本の東京都千代田区日比谷公園内にある洋風レストランである。

## 概要

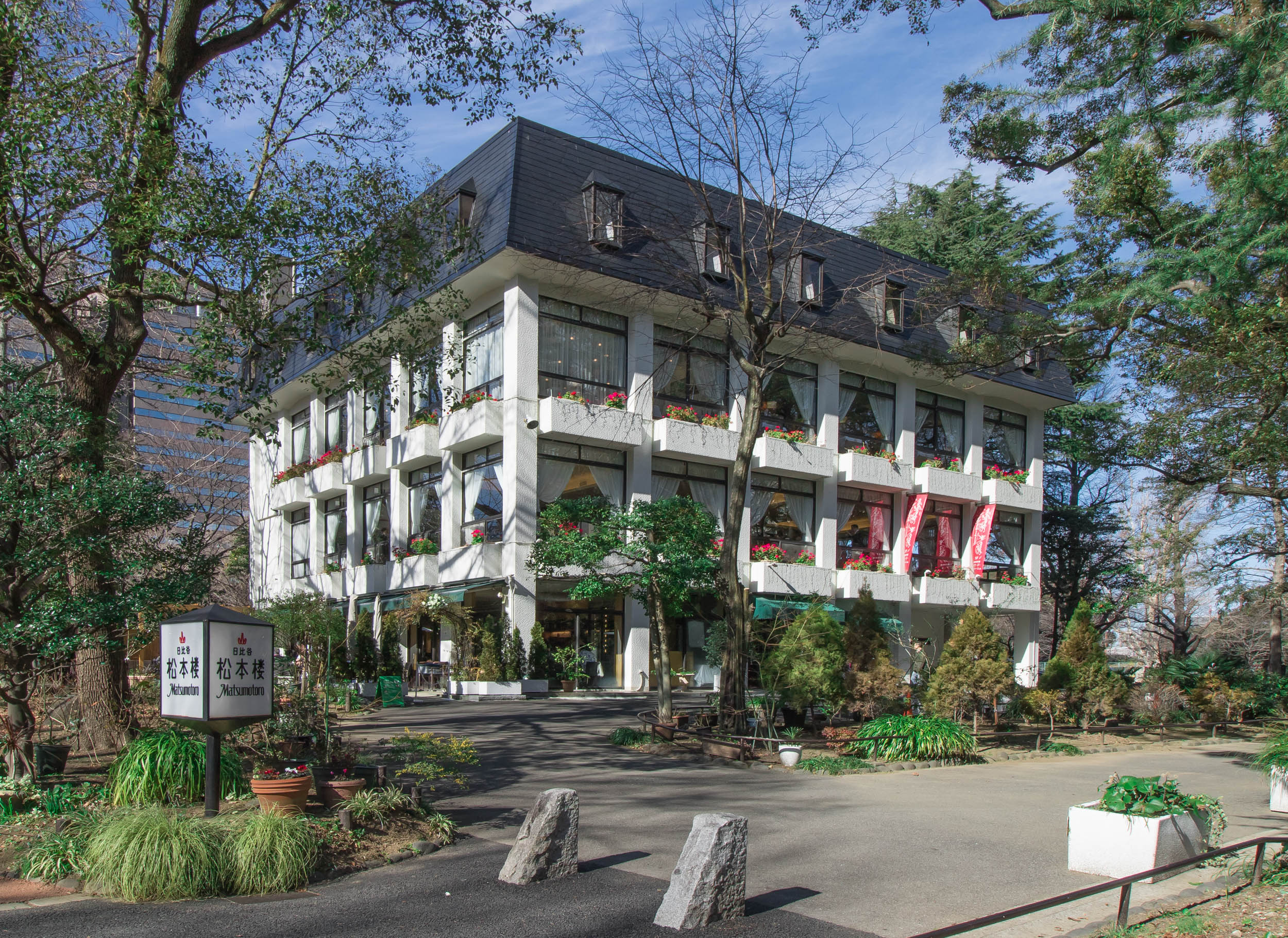
松本楼(2020年）

1903年に東京市が現在の日比谷公園を開園するにあたり、銀座で食堂を経営していた小坂梅吉が落札し日比谷松本楼として6月1日にオープンした。当時としては珍しい洋風レストランに人気が集まり、1906年秋には「東京料理店番付」で「西の関脇」に選ばれたほどだった。その後も日比谷公園とともに数々の歴史の舞台となり、現在に至る。

## 歴史
明治初期に信州伊那出身の小坂駒吉が銀座6丁目にあった松本出身者の飲食店を譲り受けて一膳めし屋を始めたのが松本楼の端緒となる。1872年の銀座大火により、銀座煉瓦街が造成されることになり、完成後そこで料理屋「松本」を開業、その後店を広げて「松本楼」と改称。駒吉の二男・小坂梅吉が東京市会議員だったときに、日比谷公園の改装が決まり、西洋の公園に倣って飲食店が設置されることとなり、梅吉が入札予定価格をはるかに上回る坪3円50銭で150坪を落札し、1904年に洋風喫茶店「松本楼日比谷店」として開業した
日露戦争の講和条約ポーツマス条約に抗議する国民集会（日比谷焼打事件）が開かれた際に、松本楼が国士の集合場所になって以降、日比谷公園は度々政治活動の舞台となり、松本楼はその会場として知られるようになった。大正初期の第一次護憲運動ではバルコニーから憲政擁護の演説が行われた。
1923年に関東大震災により焼失。その後バラック住宅から復活し、これを機に梅吉の庶子小坂光雄が2代目社長となる。1932年には光雄ら丸の内飲食業組合員有志の発案により、丸の内音頭が制作され、日比谷公園で盆踊り大会が始められた。梅吉はその後1936年に衆議院議員（のちに貴族院多額納税者議員）に当選している。大東亜戦争（太平洋戦争）に突入するまで、引き続き人気のあるレストランとして日比谷公園の顔になった。
しかし1942年に東京で空襲が始まると日比谷公園が軍の陣地となり、1945年2月、遂に松本楼が海軍省の将校宿舎となった。終戦後には進駐してきたGHQの宿舎として接収され、約7年にわたり営業できない日々が続いた。1951年11月にようやく接収が解かれ、松本楼は再スタートを切る。
その後も日比谷公園で営業を続けていたが、1971年11月19日、沖縄返還協定反対デモが日比谷公園内で激化し（日比谷暴動事件）、その中で中核派の投げた火炎瓶の直撃を受け、2代目建物も焼失の憂き目にあう。3代目松本楼のオープンは1973年9月26日と再建に約2年を要した。これを機に10円カレーが始まる（後述）。
3代目建物には結婚披露宴会場、大小の宴会場やフランス料理コースの個室など、様々なニーズに応えた設備も登場。2度の焼失にあいながらも1983年には創業80年記念に1日店長として森繁久弥を迎え、2003年には創業100年を迎え、現在に至っている。
第二次世界大戦前には、日本に亡命していた中華民国初代総統の孫文やインド独立活動家のラース・ビハーリー・ボース、また2008年には中華人民共和国の胡錦濤国家主席も来店した。文学の面では高村光太郎の智恵子抄をはじめ、夏目漱石、松本清張などの作品にも松本楼が舞台として登場し、時代を超えて公園の象徴的存在の一つであり続けている。毎年4月2日には高村光太郎の忌日「連翹忌」の集いが行われている（1999年の第43回から、松本楼に会場が移された）。
3代目社長に光雄の二男・小坂哲瑯が、4代目社長にその二女・小坂文乃が就いている。

## 10円カレー（カレーチャリティー）
1971年の2度目の焼失では、警備員1人が犠牲になるなど被害も大きかった。歴史あるレストランが焼失したこの知らせに全国から再興の願いが集まり、3代目松本楼がオープンできた。これに感謝の意を示す記念行事として、松本楼は「10円カレー」セールを始めた。通常は1250円（2023年現在）のハイカラビーフカレーが、1973年以来毎年9月25日に限り、先着1500名に限り10円で振る舞われ、現在も毎年この日には大勢の来客があり、度々ニュースでも取り上げられている。10円を受け取るのは「無料ではお客様としてもてなすことにならない」という趣旨であり、代金以外に寄付金を置いていく人が多い。カレーの売上や寄付金は交通遺児育英会や日本ユニセフ協会などに渡され、1995年には阪神・淡路大震災の義援金として贈られた。2003年は、創業100周年に合わせて「100円カレー」として実施していた。「10円カレー」は秋の季語にもなっている。
なお、1988年は昭和天皇の病状悪化により初めて中止となり、2020年・2021年は新型コロナウイルス感染症（COVID-19）流行拡大防止のため中止となったが、「日比谷松本楼 感謝の日」として実施された。
2023年からは、先着来場者に創業経過年に合わせた金額以上を寄付して振る舞われる「カレーチャリティー」として実施している。

## 本店
1階は洋食レストラン「グリル＆ガーデンテラス」、3階はコース料理が主の仏蘭西料理レストラン「ボア・ド・ブローニュ」、2階と3階は個室・宴会場として営業。

## 支店
東京都で6店が営業中。
- 有明（東京ビッグサイト北コンコース1階）- カフェテリア式
- 本郷（東京大学工学部2号館1階）
- 西池袋（立教大学池袋キャンパス内セントポールズ会館1階）
- 若松河田（東京女子医科大学病院総合外来センター3階）
- 三鷹（杏林大学医学部付属病院外来棟6階）
- 浦安（順天堂大学医学部附属浦安病院1階）

## エピソード
現在の取締役社長である小坂文乃の曾祖父・梅屋庄吉（日活の前身のひとつであるM・パテー商会の創業者）が孫文と交流があった（外部リンクの松本楼公式サイト内に詳細あり）。

## ギャラリー

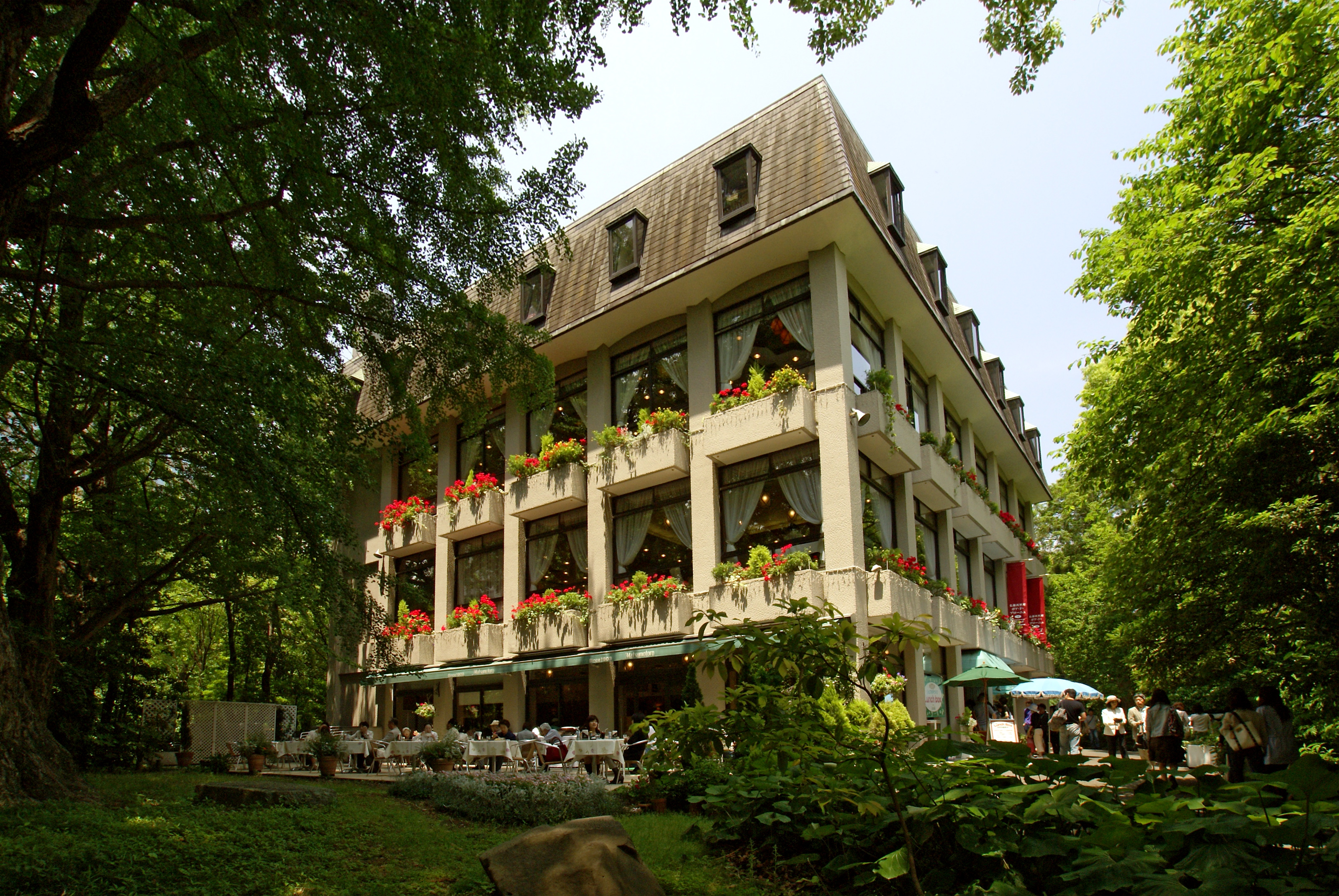
南側外観（2007年撮影）
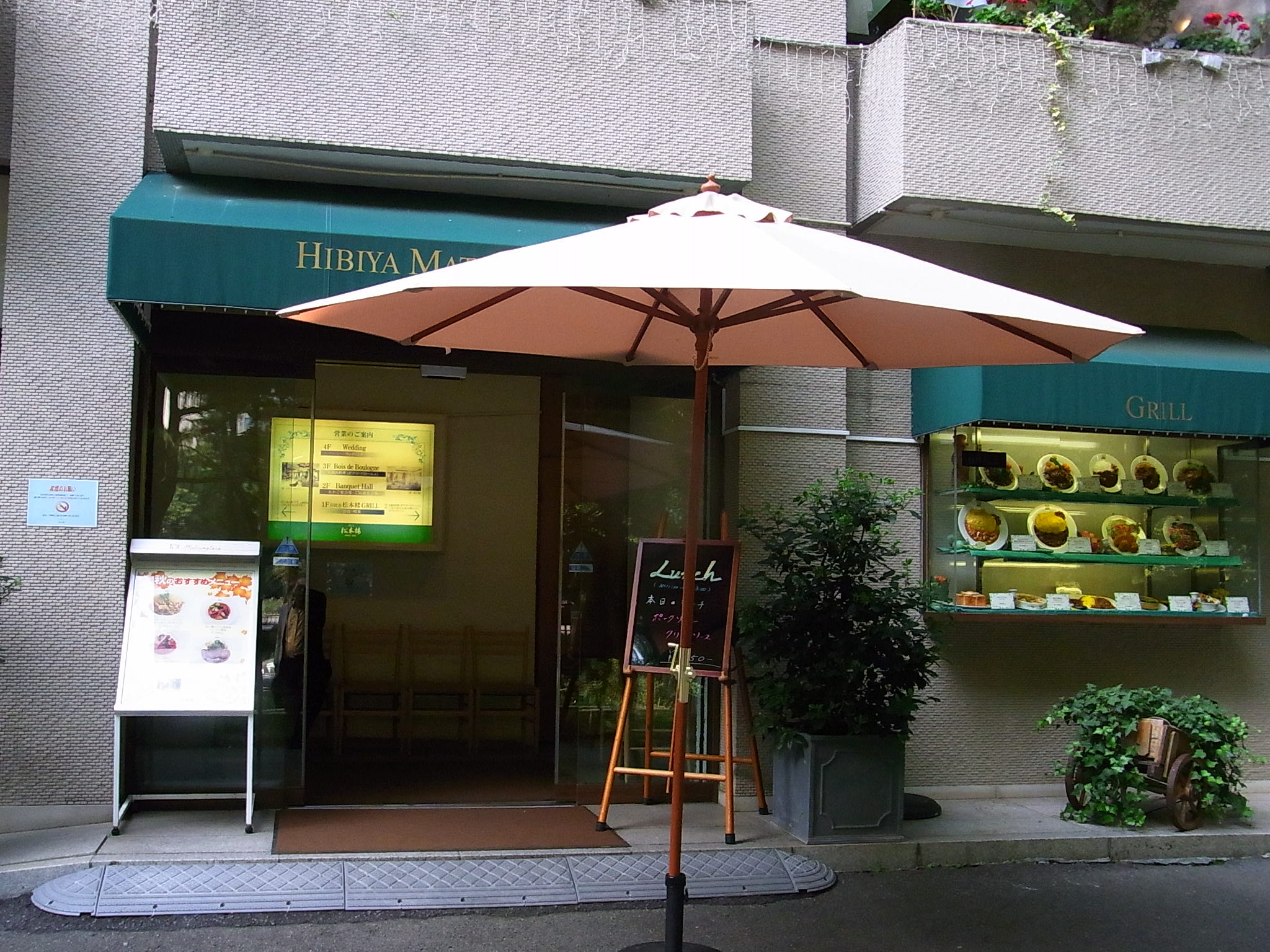
入口（2010年10月5日撮影）
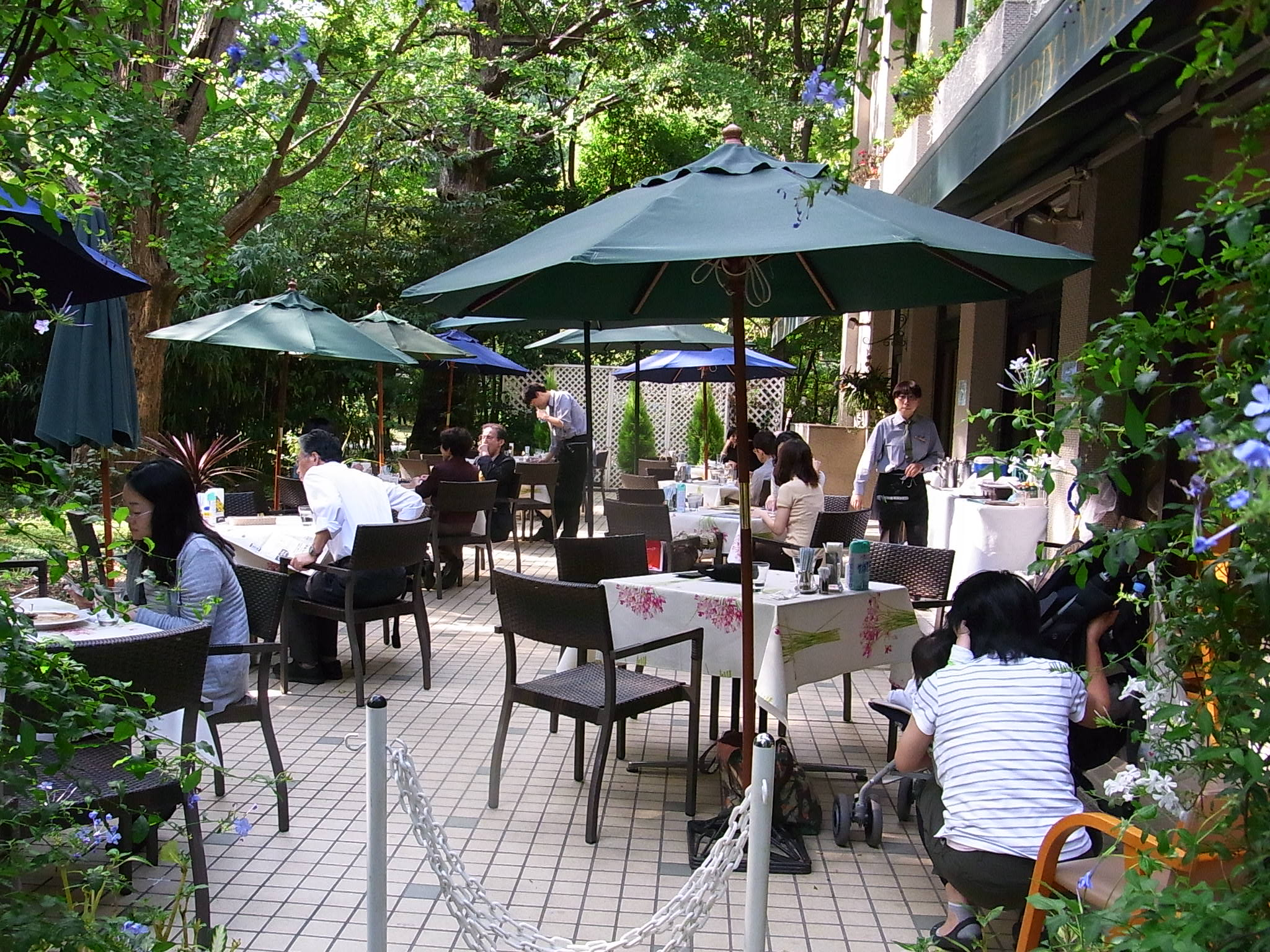
テラス席（2010年10月5日撮影）